# Sant Andreu del Terri
Sant Andreu del Terri es una entidad de población española del municipio de Cornellá del Terri, perteneciente a la provincia de Gerona, en la comunidad autónoma de Cataluña.

## Toponimia
El lugar puede aparecer referido como «Sant Andreu del Terri» y «San Andrés de Alterri».

## Historia
Hacia mediados del siglo XIX, el lugar, por entonces cabecera de un ayuntamiento que incluía a Santa Llogaia del Terri y San Andrés de Ravós, tenía contabilizada una población de 35 habitantes. Aparece descrito en el decimotercer volumen del Diccionario geográfico-estadístico-histórico de España y sus posesiones de Ultramar de Pascual Madoz con las siguientes palabras:

SAN ANDRES DE ALTERRI: l. cab. del ayunt. que forma con Sta. Leocadia del Terri y San Andres de Rabos, en la prov., part. jud. y dióc. de Gerona, aud. terr., c. g. de Barcelona: sit. al pie de una montaña, con buena ventilacion y clima templado y sano. Tiene 20 casas, y una igl. parr. filial de la de Rabos. El térm. confina por O. con el de este pueblo; N. Vilafraser; E. el riach. nombrado Cinyana, y S. Mediñá, mediante el r. Fargat que fertiliza el terreno que es de mediana calidad, y participa de llano y monte, con algun bosque arbolado de encinas y alcornoques. Hay varios caminos locales, y la carretera que conduce de Gerona á Rosas. prod.: trigo, legumbres y corcho; cria algun ganado y caza. pobl.: 6 vec., 35 alm. cap. prod.: 608,000 rs. imp.: 15,200.
(Madoz, 1849, p. 721)

En la actualidad, pertenece al municipio de Cornellá del Terri. En 2022, tenía empadronados once habitantes.

## Demografía
| Gráfica de evolución demográfica de San Andrés del Terri entre 1842 y 1970 |
| |
| Población de derecho según los censos de población del INE Población de hecho según los censos de población del INEEn este censo se denominaba San Andrés: 1842 En estos censos se denominaba San Andrés de Alterri: 1857, 1860, 1877 y 1887 Entre el censo de 1857 y el anterior, crece el término del municipio porque incorpora a Santa Leocadia del Terri Entre el censo de 1981 y el anterior, este municipio desaparece porque se integra en el municipio Cornellá de Terri |